# The Ray Bradbury Theater
The Ray Bradbury Theater is een anthologieserie met verhalen in de genres fantasy en sciencefiction. Hiervan werden 65 afleveringen gemaakt die oorspronkelijk van 21 mei 1985 tot en met 22 februari 1986 werden uitgezonden op HBO en van 23 januari 1988 tot en met 30 oktober 1992 op USA Network. Alle afleveringen werden geschreven door Ray Bradbury, die een aanzienlijk aantal daarvan baseerde op verhalen uit zijn eigen boeken en korte verhalen.
The Ray Bradbury Theater werd in 1990 genomineerd voor de Primetime Emmy Award voor beste gastrol in een dramaserie (Harold Gould in de aflevering 'To The Chicago Abyss') en in 1992 voor die voor beste bijrol in een dramaserie (Richard Kiley in de aflevering 'The Utterly Perfect Murder'). De serie kreeg twaalf andere prijzen daadwerkelijk toegekend: Gemini Awards voor beste geluid in een dramaserie en beste dramaserie op betaal-tv (allebei in 1986) en tien CableACE Awards.

## Acteurs
The Ray Bradbury Theater bestaat uit een serie op zichzelf staande verhalen en bevat geen vaste castleden. Alleen Bradbury zelf is in alle afleveringen te zien tijdens de introductie. Alle andere acteurs en actrices in de serie verschijnen in één tot maximaal drie afleveringen. Dit zijn onder meer:
| - Eddie Albert - Shawn Ashmore - Drew Barrymore - Richard Benjamin - David Carradine - James Coco - Robert Culp - Tyne Daly - Shelley Duvall - Denholm Elliott - Louise Fletcher - Vincent Gardenia | - John Glover - Jeff Goldblum - Elliott Gould - Harold Gould - Michael Ironside - Sally Kellerman - Lucy Lawless - Eugene Levy - Hal Linden - Patrick Macnee - Barry Morse | - Magali Noël - Peter O'Toole - Donald Pleasence - Saul Rubinek - John Saxon - William Shatner - Jean Stapleton - David Ogden Stiers - Robert Vaughn - John Vernon - Bruce Weitz |